# Soldier, Iowa
Soldier là một thành phố thuộc quận Monona, tiểu bang Iowa, Hoa Kỳ. Năm 2010, dân số của thành phố này là 174 người.

## Dân số
Dân số qua các năm:
- Năm 2000: 207 người.
- Năm 2010: 174 người.